# Mistrzostwa Świata w Lekkoatletyce 2011 – bieg na 400 m kobiet
Bieg na 400 m kobiet – jedna z konkurencji rozgrywanych podczas lekkoatletycznych mistrzostw świata na Daegu Stadium w Daegu. 
Obrońcczynią tytułu mistrzowskiego z 2009 roku jest Amerykanka Sanya Richards-Ross. Rekordzistką świata w biegu na 400 metrów jest Marita Koch z NRD (47,22 – 6 października 1985, Canberra), a najszybszą zawodniczką na świecie w sezonie 2011 jest Rosjanka Anastasija Kapaczinska (49,35 – 22 lipca 2011, Czeboksary). 

## Terminarz
| Data        | Godzina |            |
| ----------- | ------- | ---------- |
| 27 sierpnia | 20:05   | Eliminacje |
| 28 sierpnia | 18:55   | Półfinał   |
| 29 sierpnia | 21:05   | Finał      |

## Rezultaty

### Eliminacje

#### Bieg 1
Wiatr: m/s
Godzina: 20:05 (UTC+7)
| Poz. | Zawodnik                 | Narodowość        | Tor | Reakcja | Rezultat | Uwagi          |
| ---- | ------------------------ | ----------------- | --- | ------- | -------- | -------------- |
| 1    | Novlene Williams-Mills   | Jamajka           | 8   | 0,335   | 51,30    | Q              |
| 2    | Allyson Felix            | Stany Zjednoczone | 5   | 0,171   | 51,45    | Q              |
| 3    | Joanne Cuddihy           | Irlandia          | 7   | 0,226   | 51,82    | Q,             |
| 4    | Marta Milani             | Włochy            | 3   | 0,161   | 51,94    | Q,             |
| 5    | Geisa Aparecida Coutinho | Brazylia          | 1   | 0,170   | 52,15    |                |
| 5    | Pinar Saka               | Turcja            | 2   | 0,244   | 53,59    |                |
| 7    | Graciela Martins         | Gwinea Bissau     | 6   | 0,235   | 58,22    | Rekord życiowy |
| 8    | Sandrine Thiébaud-Kangni | Togo              | 4   | 0,201   | 59,68    |                |

#### Bieg 2
Wiatr: m/s
Godzina: 20:14 (UTC+7)
| Poz. | Zawodnik               | Narodowość        | Tor | Reakcja | Rezultat | Uwagi |
| ---- | ---------------------- | ----------------- | --- | ------- | -------- | ----- |
| 1    | Antonina Jefremowa     | Ukraina           | 3   | 0,161   | 51,35    | Q     |
| 2    | Anastasija Kapaczinska | Rosja             | 7   | 0,246   | 51,43    | Q     |
| 3    | Ndeye Fatou Soumah     | Senegal           | 5   | 0,343   | 52,23    | Q     |
| 4    | Jessica Beard          | Stany Zjednoczone | 6   | 0,337   | 52,40    | Q     |
| 5    | Aliann Pompey          | Gujana            | 4   | 0,198   | 53,59    |       |
| 6    | Tjipekapora Herunga    | Namibia           | 1   | 0,184   | 54,08    |       |
| 7    | Alaa Hikmat Al-Qaysi   | Irak              | 2   | 0,285   | 55,62    |       |

#### Bieg 3
Wiatr: m/s
Godzina: 20:23 (UTC+7)
| Poz. | Zawodnik                 | Narodowość                   | Tor | Reakcja | Rezultat | Uwagi                     |
| ---- | ------------------------ | ---------------------------- | --- | ------- | -------- | ------------------------- |
| 1    | Rosemarie Whyte          | Jamajka                      | 8   | 0,000   | 51,38    | Q                         |
| 2    | Antonina Kriwoszapka     | Rosja                        | 3   | 0,161   | 51,52    | Q                         |
| 3    | Natalija Pyhyda          | Ukraina                      | 4   | 0,198   | 51,67    | Q                         |
| 4    | Fantu Magiso             | Etiopia                      | 6   | 0,337   | 52,23    | Q                         |
| 5    | Racheal Nachula          | Zambia                       | 1   | 0,184   | 53,49    | Najlepszy wynik w sezonie |
| 6    | Daisurami Bonne          | Kuba                         | 7   | 0,246   | 53,69    |                           |
| 7    | Evodie Lydie Saramandjii | Republika Środkowoafrykańska | 2   | 0,285   | 1:05,10  | Najlepszy wynik w sezonie |
|      | Christine Ohuruogu       | Wielka Brytania              | 5   |         | DQ       |                           |

#### Bieg 4
Wiatr: m/s
Godzina: 20:32 (UTC+7)
| Poz. | Zawodnik          | Narodowość        | Tor | Reakcja | Rezultat | Uwagi        |
| ---- | ----------------- | ----------------- | --- | ------- | -------- | ------------ |
| 1    | Amantle Montsho   | Botswana          | 2   | 0,425   | 50,95    | Q            |
| 2    | Francena McCorory | Stany Zjednoczone | 3   | 0,488   | 52,18    | Q            |
| 3    | Lee McConnell     | Wielka Brytania   | 5   | 0,241   | 52,75    | Q            |
| 4    | Maris Mägi        | Estonia           | 1   | 0,173   | 52,93    | Q            |
| 5    | Norma González    | Kolumbia          | 4   | 0,182   | 53,35    |              |
| 6    | Aymée Martínez    | Kuba              | 7   | 0,319   | 53,67    |              |
| 7    | Ambwene Simukonda | Malawi            | 6   | 0,431   | 54,81    | Rekord kraju |

#### Bieg 5
Wiatr: m/s
Godzina: 20:41 (UTC+7)
| Poz. | Zawodnik            | Narodowość        | Tor | Reakcja | Rezultat | Uwagi |
| ---- | ------------------- | ----------------- | --- | ------- | -------- | ----- |
| 1    | Sanya Richards-Ross | Stany Zjednoczone | 5   | 0,181   | 51,37    | Q     |
| 2    | Shericka Williams   | Jamajka           | 3   | 0,197   | 51,66    | Q     |
| 3    | Moa Hjelmer         | Szwecja           | 6   | 0,222   | 52,26    | Q     |
| 4    | Denisa Rosolová     | Czechy            | 2   | 0,238   | 52,51    | Q     |
| 5    | Nicola Sanders      | Wielka Brytania   | 1   | 0,183   | 52,65    | q     |
| 6    | Ksenija Karandiuk   | Ukraina           | 4   | 0,169   | 54,10    |       |
| 7    | Betty Burua         | Papua-Nowa Gwinea | 7   | 0,252   | 56,98    |       |

### Półfinał

#### Bieg 1
Godzina: 18:55 (UTC+7)
| Miejsce | Zawodnik               | Rezultat | Uwagi |
| ------- | ---------------------- | -------- | ----- |
| 1       | Allyson Felix          | 50,36    | Q     |
| 2       | Novlene Williams-Mills | 50,48    | Q     |
| 3       | Antonina Kriwoszapka   | 50,55    | q     |
| 4       | Natalija Pyhyda        | 51,61    |       |
| 5       | Moa Hjelmer            | 52,35    |       |
| 6       | Nicola Sanders         | 52,47    |       |
| 7       | Maris Mägi             | 53,27    |       |
| 8       | Fantu Magiso           | 53,41    |       |

#### Bieg 2
Godzina: 19:03 (UTC+7)
| Miejsce | Zawodnik                 | Rezultat | Uwagi          |
| ------- | ------------------------ | -------- | -------------- |
| 1       | Francena McCorory        | 50,24    | Q,             |
| 2       | Shericka Williams        | 50,46    | Q,             |
| 3       | Sanya Richards-Ross      | 50,66    | q              |
| 4       | Antonina Jefremowa       | 50,88    |                |
| 5       | Marta Milani             | 51,86    | Rekord życiowy |
| 6       | Geisa Aparecida Coutinho | 51,87    |                |
| 7       | Lee McConnell            | 51,97    |                |
| 8       | Norma González           | 52,29    |                |

#### Bieg 3
Godzina: 19:11 (UTC+7)
| Miejsce | Zawodnik               | Rezultat | Uwagi                     |
| ------- | ---------------------- | -------- | ------------------------- |
| 1       | Amantle Montsho        | 50,13    | Q                         |
| 2       | Anastasija Kapaczinska | 50,41    | Q                         |
| 3       | Rosemarie Whyte        | 50,90    |                           |
| 4       | Jessica Beard          | 51,27    |                           |
| 5       | Ndeye Fatou Soumah     | 52,10    |                           |
| 6       | Denisa Rosolová        | 52,53    |                           |
| 7       | Racheal Nachula        | 53,30    | Najlepszy wynik w sezonie |
|         | Joanne Cuddihy         | DQ       |                           |

### Finał
| Poz. | Zawodnik               | Reprezentacja     | Czas  | Uwagi          |
| ---- | ---------------------- | ----------------- | ----- | -------------- |
|      | Amantle Montsho        | Botswana          | 49,56 | Rekord kraju   |
|      | Allyson Felix          | Stany Zjednoczone | 49,59 | Rekord życiowy |
| DSQ  | Anastasija Kapaczinska | Rosja             | 50,24 | [ 4 ]          |
|      | Francena McCorory      | Stany Zjednoczone | 50,45 |                |
| 4    | Antonina Kriwoszapka   | Rosja             | 50,66 |                |
| 5    | Shericka Williams      | Jamajka           | 50,79 |                |
| 6    | Sanya Richards-Ross    | Stany Zjednoczone | 51,32 |                |
| 7    | Novlene Williams-Mills | Jamajka           | 52,89 |                |